# Alabanoor, Sindhnur
Alabanoor là một làng thuộc tehsil Sindhnur, huyện Raichur, bang Karnataka, Ấn Độ.